# Baalzebub albonotatus
Baalzebub albonotatus är en spindelart som först beskrevs av Alexander Petrunkevitch 1930.  Baalzebub albonotatus ingår i släktet Baalzebub och familjen strålspindlar.
Artens utbredningsområde är Puerto Rico. Inga underarter finns listade.